# Устинов, Юрий Семёнович
Юрий Семёнович Устинов (род. 18 марта 1954 года, Дзержинский, Московская область, РСФСР, СССР) — советский и российский театральный художник, академик РАХ (2020).

## Биография
Родился 18 марта 1954 года в г. Дзержинский Московской области, живёт и работает в Москве.
В 1980 году окончил Московский художественный институт имени В. И. Сурикова, где учился у М. М. Курилко-Рюмина, В. Я. Левенталя.
С 1980 по 1984 годы — художник-постановщик, с 1985 по 1988 годы — главный художник театра оперы и балета имени А. В. Луначарского (Екатеринбург).
С 1984 года — член Союза художников СССР, России.
С 1985 года — член Союза театральных деятелей России.
В 2012 году избран членом-корреспондентом, а в 2020 году — академиком Российской академии художеств от Отделения театрально- и кинодекорационного искусства.

## Творческая деятельность
Основные проекты и произведения
Работы в области сценографии:
- «Не только любовь» Р. Щедрина в Оперной студии Института имени Гнесиных (1980 г.);
- «Севильский цирюльник» Джоаккино Россини (1981 г.), «Пророк» В. Кобекина (1985 г.), «Князь Игорь» А. Бородина в свердловском театре оперы и балета, (1988 г.);
- «Жизель» А. Адана в Санкт-Петербургском балете Б. Эйфмана (1990 г.); «Фауст» Ш. Гуно (1992 г.), «Опричник» П. Чайковского (1999 г.) в Большом театре;
- «Травиата» Д. Верди в Театре оперы и балета Воронежа (1995 г.);
- «Богема» Дж. Пуччини (1996 г.), «Сказка о царе Салтане» Н. Римского-Корсакова (1997 г.) в Музыкальном театре им. К. С. Станиславского и В. И. Немировича-Данченко;
- «Жар-птица» И. Стравинского в Театре оперы и балета Харькова (2004 г.);
- «Черевички» П. Чайковского (2008 г.), «Голос» Ю. Буцко, Ф. Пуленка (2012 г.) в Московском Камерном музыкальном театре;
- «Пиковая дама» П.Чайковского в Театре оперы и балета Краснодара (2011 г.);
- «Мадам Баттерфляй» Дж. Пучинни (2012 г.), «Риэнци» Р. Вагнера (2013 г.) в Саратовском театре оперы и балета.

Художник-постановщик кинофильмов и телевизионных сериалов, в том числе: «Рой» (1991), «Мастер и Маргарита» (1994), Девять неизвестных (2005), «Застава Жилина» (2008), «Гамлет. XXI век» (2009), «Чёрные волки» (2011), «Снайперы» (2012).
Произведения находятся в собраниях Театрального музея имени А. А. Бахрушина, Музея музыкальной культуры имени М. И. Глинки, Санкт-Петербургского музея театрального и музыкального искусства, Дома музея П. И. Чайковского в Клину, Дома-музея А. С. Пушкина на Мойке, отечественных и зарубежных галерей.
Провел персональные выставки в Центральном доме художника (1996), Залах Администрации Президента России (1997); Галерее искусств Зураба Церетели (2002); Театральном музее имени А. А. Бахрушина (2011).

## Награды
- Премия «ТЭФИ» (2009)
- Премия «Золотой орёл» (совместно с Б. Кузовкиным, за 2012 год) — в номинации «Лучшая работа художника-постановщика»